# برنار مورل
برنار مورل (فرانسوی: Bernard Morel‎؛ زادهٔ ۳۰ مارس ۱۹۲۵) شمشیرباز اهل فرانسه است.
وی در مسابقات کشوری و بین‌المللی در مجموع برندهٔ ۱ مدال برنز شده‌است.